# Aethomys thomasi
Aethomys thomasi  (de Winton, 1897) è un roditore della famiglia dei Muridi diffuso in Angola.

## Descrizione

### Dimensioni
Roditore di medie dimensioni, con la lunghezza della testa e del corpo tra 140 e 162 mm, la lunghezza della coda tra 112 e 135 mm, la lunghezza del piede tra 25 e 31 mm, la lunghezza delle orecchie tra 20 e 25 mm e un peso fino a 120 g.

### Aspetto
Le parti superiori sono bruno-rossicce brizzolate, mentre le parti inferiori sono bianco-grigiastre. Le orecchie sono rotonde, cosparse di pochi peli corti e bruno-rossicci. La coda è più corta della testa e del corpo, uniformemente marrone, cosparsa di pochi peli ispidi e corti e con circa 10 anelli di scaglie per centimetro.

## Biologia

### Comportamento
È una specie terricola.

## Distribuzione e habitat
Questa specie è endemica delle pianure centrali dell'Angola.
Vive nelle boscaglie aride degli altopiani generalmente associato ai termitai.

## Conservazione
La IUCN Red List, considerato il vasto areale e la popolazione numerosa, classifica A.thomasi come specie a rischio minimo (Least Concern).